# Olinto Marinelli
Olinto Marinelli (Udine, 11 de febrer 1874 - Florència, 14 de juny 1926) fou un geògraf friülès. Era fill de Giovanni que era un conegut geògraf. Fou professor universitari a Florència i se’l considera un dels membres de l'escola de geografia naturalista italiana. Fou director de "Rivista geografica Italiana" i president de la Societât Alpine Furlane des del 1901. Ha escrit nombrosos texts (molts d'ells sobre el Friül), continuà la "Guida del Friuli" iniciada pel seu pare, i fou el coordinador del "Atlante Internazionale" del Touring Club Talian.

## Obres
- Del confine linguistico italiano-tedesco, Pagine friulane V, 1892;
- La frana e il lago Borta, Udine 1897;
- Studi orografici nelle Alpi orientali, Roma 1902;
- Il Friuli come tipo di regione naturale, Udine 1917;
- Il Friuli e la Venezia Giulia. Problemi di geografia amministrativa e di toponomastica, Udine 1923.